# Die Fledermaus
Die Fledermaus (en català, El ratpenat) és una opereta de Johann Strauss II, amb llibret de Carl Haffner i Richard Genée, basat en una comèdia alemanya de Roderich Benedix. S'estrenà al Theater an der Wien de Viena el 5 d'abril de 1874. A Catalunya s'estrenà el 25 de maig de 1948 al Teatre Calderón de Barcelona.

## Origen i context
El ratpenat es basa en una comèdia alemanya de Julius Roderich Benedix anomenada Das Gefängnis (La presó), que al seu torn es basa en un vodevil, Le Réveillon, d'Henri Meilhac i Ludovic Halévy. Va ser traduïda a l'alemany per Carl Haffner per a una obra de teatre produïda a Viena, Réveillon, però va causar problemes per les seves característiques franceses, que van ser resoltes en adaptar-la per al seu llibret quan Johann Strauss va traslladar la trama en una festa vienesa.

## Representacions
L'opereta es va estrenar el 5 d'abril de 1874 al Theater an der Wien a Viena i ha format part del repertori regular d'opereta des de llavors. Es va representar a Nova York amb Rudolf Bial al Stadt Theatre el 21 de novembre de 1874, i després en anglès a Londres a l'Alhambra Theatre el 18 de desembre de 1876, amb la partitura molt adaptada per Hamilton Clarke. La seva primera representació a Londres en l'alemany original va ser el 1895. Segons l'arxivista de la Royal Opera House, "Vint anys després de la seva producció com una òpera lírica a Viena, Mahler va acceptar l'estatus artístic de l'obra de Strauss produint-la a l'Òpera d'Hamburg ... tots els principals teatres d'òpera d'Europa, especialment Viena i Múnic, han il·luminat el seu repertori habitual amb la inclosió ocasional d'aquesta òpera."
El paper d'Eisenstein va ser originalment escrit per a un tenor, però actualment és cantat sovint per un baríton.